# Riesenmuräne
Die Riesenmuräne (Gymnothorax javanicus) ist ein Raubfisch aus der Gattung Gymnothorax aus der Familie der Muränen (Muraenidae).

## Äußere Merkmale

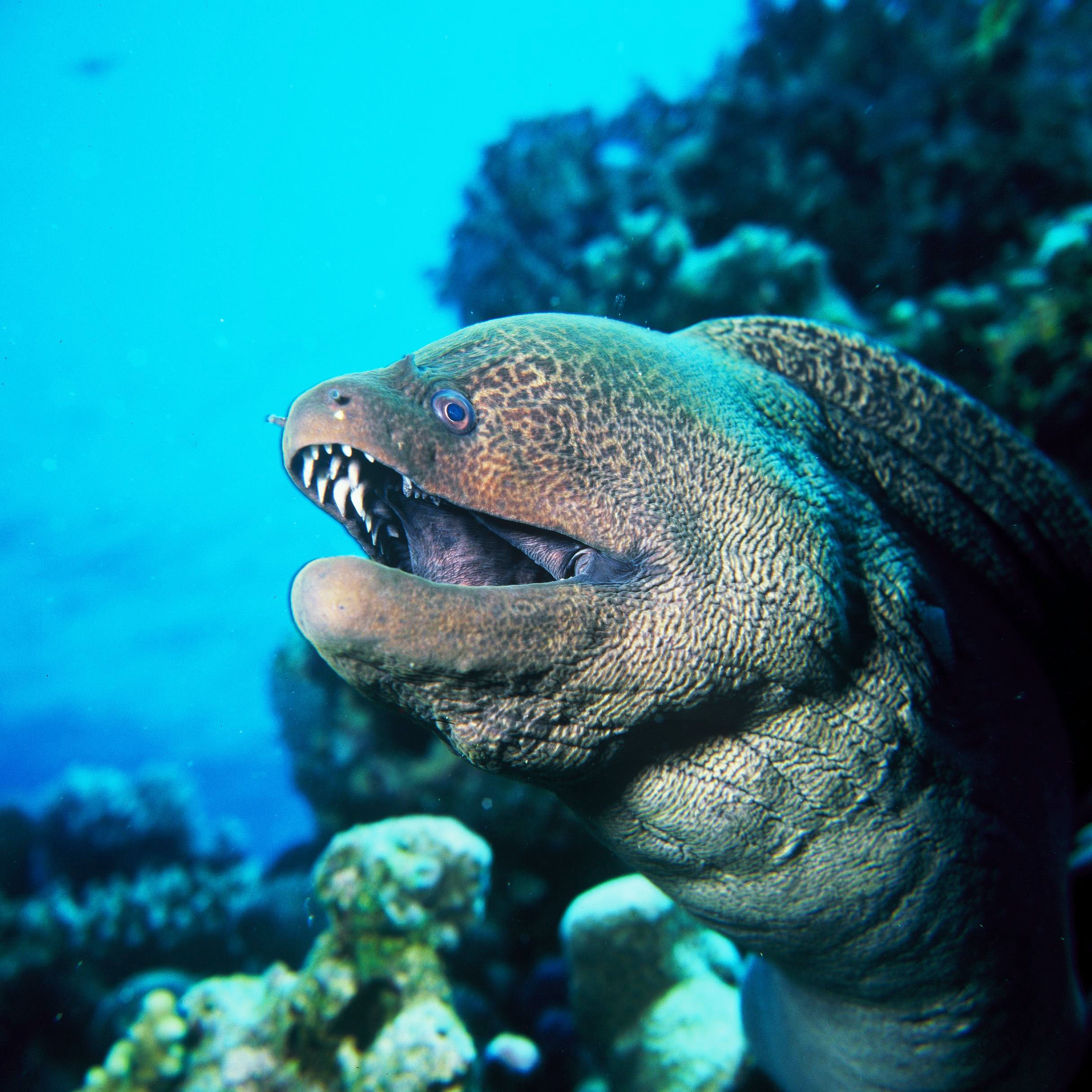
Riesenmuräne mit geöffnetem Maul

Riesenmuränen haben den typischen aalartigen kräftigen Körperbau der Muränen. Diese Art kann bis zu 3 Meter lang werden und erreicht dabei ein Körpergewicht von 30 kg. Sie ist die größte Muräne in ihrem Verbreitungsgebiet. Die glatte Haut ist braun mit dunklen Tupfen. Diese erinnern bei erwachsenen Tieren an die Fellzeichnung von Leoparden. An den Kiemenöffnungen sind schwarze Flecken. Riesenmuränen haben ein kräftiges Gebiss mit langen spitzen Zähnen.

## Verbreitung
Diese Art kommt im Roten Meer und im indopazifischen Raum vor.

## Lebensraum
Riesenmuränen bewohnen Spalten und kleine Höhlen zwischen den Korallen eines Korallenriffes. Sie bevorzugen dabei den Riffabhang und kommen in Wassertiefen von 2 bis 50 Meter vor. Diese Muränen sind oft an den Putzerstationen von Putzergarnelen oder Putzerfischen zu beobachten, um sich insbesondere das Maul säubern zu lassen.

## Ernährung

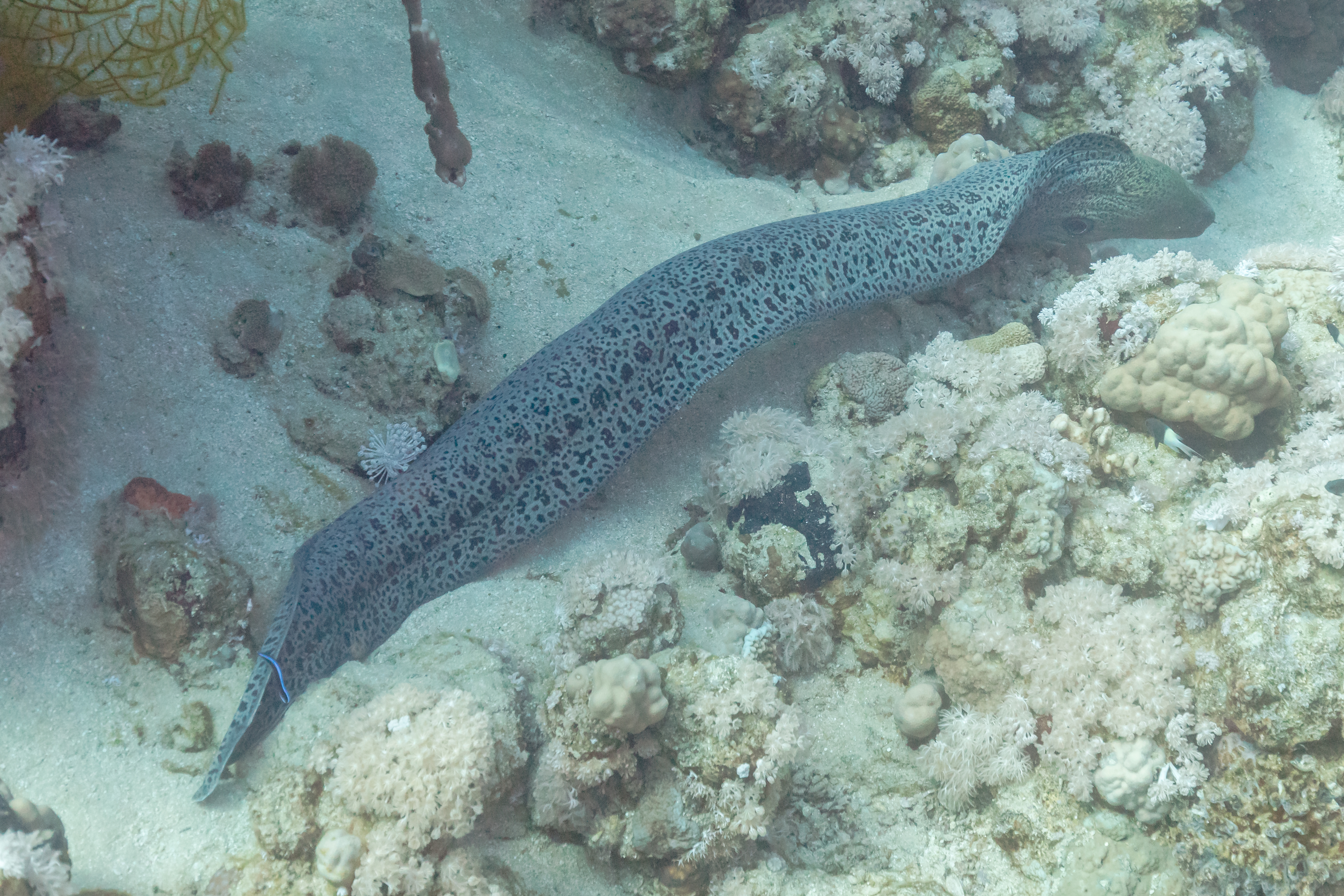
Riesenmuräne im Roten Meer

Die Tiere sind nachtaktive Jäger. Sie ernähren sich vorwiegend von Fischen, aber auch Krustentieren. Sogar der giftige Indische Rotfeuerfisch (Pterois miles) aus dem Roten Meer steht auf dem Speiseplan. Tagsüber verlassen Muränen ab und zu ebenfalls ihr Versteck. 
Im Roten Meer konnte beobachtet werden, dass Riesenmuränen mit Barschen der Art Plectropomus pessuliferus und Variola louti bei der Jagd kooperieren. Dabei treibt die Muräne einen Beutefisch aus einer Höhle oder Spalte, der anschließend vom Barsch gefangen wird. Die Beute wird von beiden Tieren geteilt. Dies ist ein Beispiel für artübergreifende Kooperation: Mutualismus.

## Verhalten gegenüber Menschen
Riesenmuränen sind Menschen gegenüber nicht aggressiv und eher zahm. Das regelmäßige Öffnen und Schließen des Mauls, welches auf Taucher oftmals bedrohlich wirkt, dient der Atmung und stellt keine Drohgebärde dar. Werden die Tiere jedoch bedrängt oder provoziert, können sie sehr schmerzhafte Bisse zufügen. Diese Bissverletzungen neigen zu Infektionen und verheilen in der Regel schlecht. 
Der Verzehr von Riesenmuränen als Speisefisch kann zur Ciguatera führen – einer besonderen Form von Fischvergiftung.